# Чука (гора)
Гора Єздимир (або Чука ) є моноклінною горою в Західній Болгарії, частина Руйсько-Верілського гірського хребта, у фізіографічному районі Країште, Перникської області. 

## Опис
Єздимирська гора розташована на південний схід від міста  Тран і є частиною Веріло-Руйського гірського хребта в Країштенсько-Средньогорському гірського району. З півночі і сходу її обмежують річки Ябланиця (притока річки Єрма) і Веліновська, що протікають на північ і впадають у річку Ябланиця біля села Филиповці. Південна межа Єздимирських гір нечітка у долинах, починається з села Веліново в північно-західному напрямку і через село Єздирмирці досягають на сході села Трин, де знаходиться західний кінець гори. Її довжина (з південного заходу на північний захід) становить 5 км, а максимальна ширина - 3 км, що робить її одну з найменших гір у Болгарії. 
Долішне пониження, через яке йде дорога від с. Єздимирці до Трину, розділяє Єздимирську гору на дві частини: східна або Сищинська Єздимирська гора, та західна нижча й мала за плрщеє частина. Найвищою точкою гори є   пік Големі (1219 м), який піднімається менш ніж за 1 км на схід від села Єздимирці. У північному напрямку від піку Големі розташований другий по висоті пік Голяма Іверка (1203 м). Найвищою вершиною західної частини є Чарчілат (1107 м). 
Східна частина характеризується добре сформованим плоским рельєфом, що простягається з півночі на південь на висоті 1100 - 1200 м. Огляд з нього дуже хороший, цьому допомагає відсутність деревної рослинності. Найбільший  схил на півночі до річки Ябланиця і до річки Веліновська на сході, який досягає 30-35 °, а в деяких місцях має також кам'яні карнизи. У решті гори схил становить близько 15 - 18 °. 
Єздимирська гора складається з вапняків  юрської ери, які є карстовими.  У горах утворилося кілька невеликих печер і печерних ніш, які не представляють інтересу для туристів. 
Клімат помірно континентальний і характерний для середньогірського масиву в Болгарії.  Найкращий час для відвідування гір - два перехідні сезони навесні і восени. 
Єздимирська гора є надзвичайно безводною і не має жодної річки.  Тільки на півночі  Ябланиця не висихає, а друга велика річка Веліновська втрачає свої води у посушливі літа. 
Рослинне покриття досить бідне. У минулому значна частина гори була покрита дубовою рослинністю. Тепер, якщо пройти  дорогою з села Ездимирці до села Веліново, на 300 м по дорозі можна побачити збережений древній віковий дуб (горун), що входив до складу природної рослинності регіону.  На північному схилі гори є ще кілька екземплярів.  За винятком штучних лісових територій, переважно з чорної сосни, гора гола, а місце колишніх  дубових лісів зайнято сухими трав'яними утвореннями, для яких сприяють  карстовий рельєф і бідний ґрунтовий покрив - вилужені та деградовані коричневі лісові ґрунти.  На південному схилі і частково на хребті є також сильно деградовані утворення звисаючого дуба, які все ще створюють  різноманітність ландшафту.  Єздимирська гора легко доступна і проходима з будь-якого місця за  деякими винятками на північних та східних схилах Ябланицької та Велиновської річок через щільну, кущоподібну рослинність, штучно посаджені хвойні ліси та крутий градус схилу.  Безсумнівно, найкраща відправна точка для сходження на найвищу точку гори це село  Єздимирці.  З вершини відкривається прекрасний вид на  Знеполську долину і Руй. 
Крім  Єздимирців хороша відправні точки з села  Филиповці, розташована на дорозі Софія-Трин,  Велиново і, звичайно,  Трин.  Прогулянки по горі Єздимир можна успішно поєднати з відвідуванням річки Тринської ущелини на річці  Єрма. 
У горі немає туристичних притулків, а також знаків або маркування для туристичного походу. 

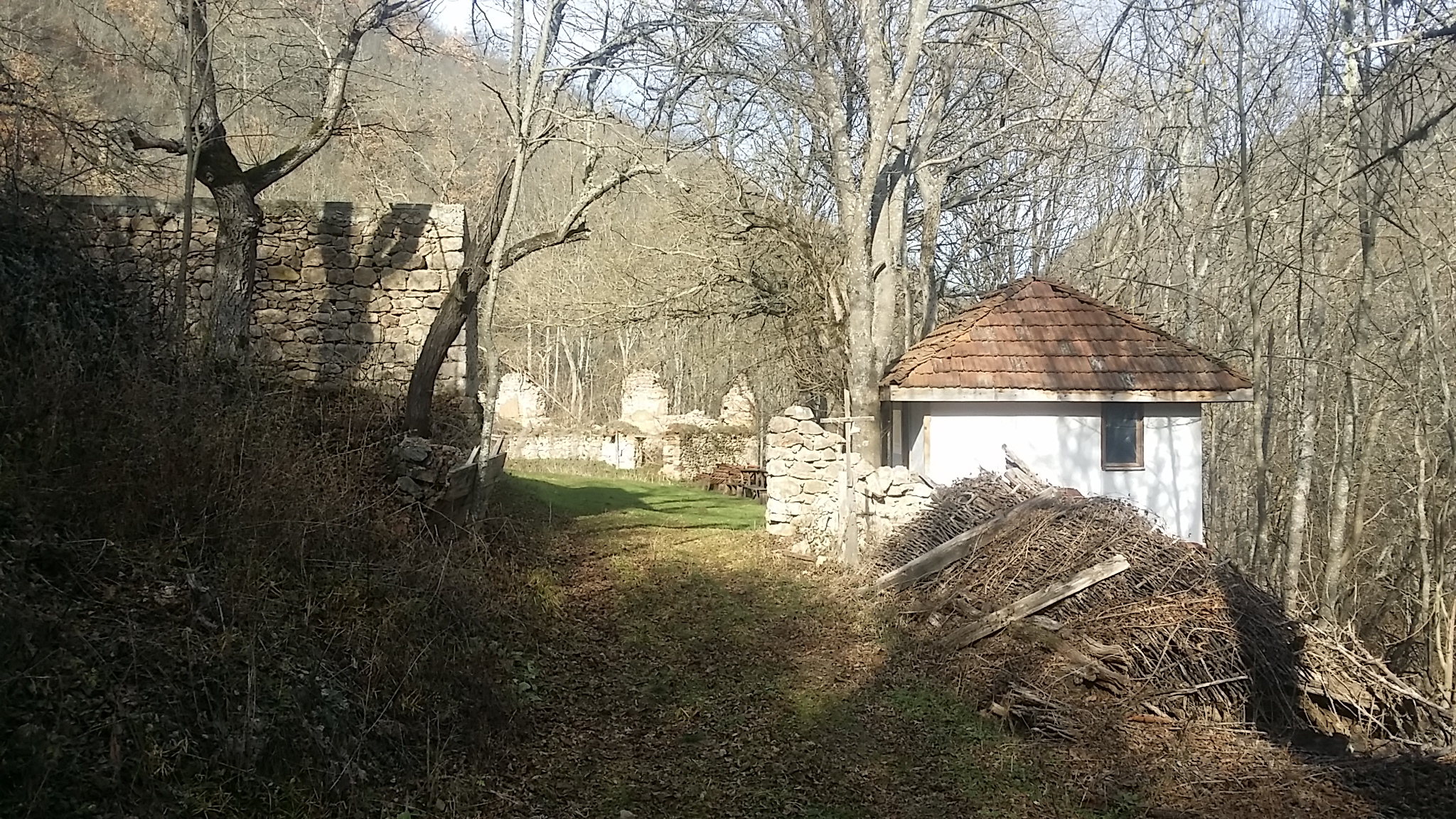
Монастир "Св. Богородиця"

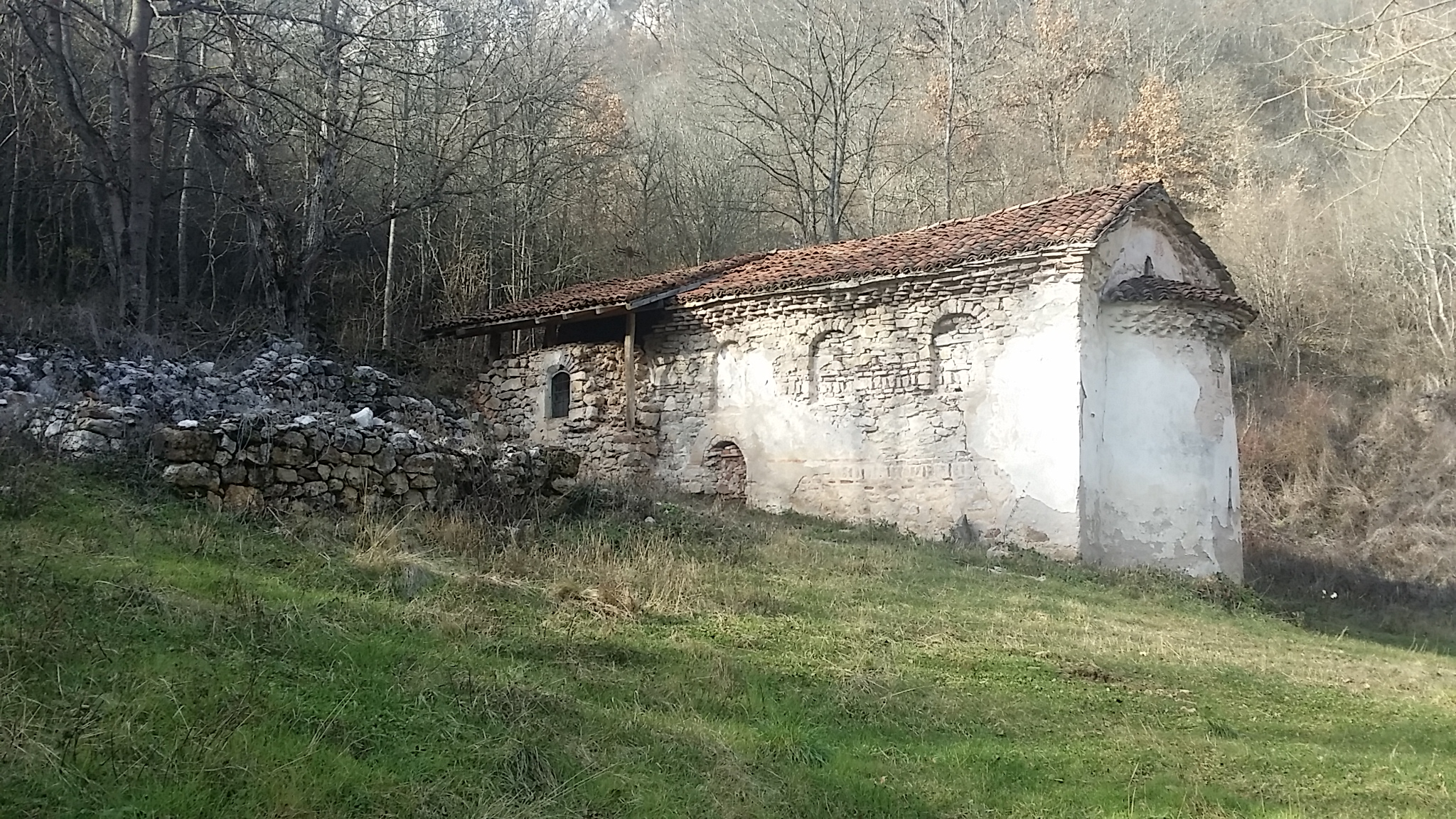
Церква "Св. Богородиця"

Інтерес для туристів представляє монастир "Св.  Богородиця", розташований на схід від Великого піку на лівому  схилі річки Велиновської. 

## Топографічна карта
- Аркуш карти K-34-46. Масштаб: 1 : 100 000. (рос.) Зазначити дату випуску/стану місцевості.